# Kouzgountach
Le Kouzgountach (en russe : Кузгунта́ш ; en bachkir : Ҡоҙғонташ « pierre des corneilles ») est une montagne ouralienne appartenant au massif d'Irendyk. Elle se trouve en Bachkirie, entre les villages de Khalilovo et Oumetbaïevo (raïon de Baïmak) et culmine à 978 mètres d'altitude.